# Aneflomorpha seminuda
Aneflomorpha seminuda är en skalbaggsart som beskrevs av Thomas Casey 1912. Aneflomorpha seminuda ingår i släktet Aneflomorpha och familjen långhorningar. Inga underarter finns listade i Catalogue of Life.